# Psilotales
De Psilotales zijn een orde van primitieve varens, behorende tot de klasse Psilotopsida.

## Kenmerken
De Psilotales worden gekenmerkt door de afwezigheid van echte wortels, zij hechten zich vast met rizoïden, die voedselstoffen opnemen met behulp van een mycorrhiza, een symbiose van wortels en schimmels. Ze bezitten ook geen echte bladeren, maar microfyllen: schubachtige structuren zonder nerven.
De sporendoosjes of sporangia staan in groepjes van twee of drie vergroeid in een synangium, sterk gereduceerde vertakkingen van een fertiele stengel. De sporen zijn niervormig en voorzien van een dik tapetum, dat de ontwikkelende spore van voedsel voorziet.
De gametofyten groeien ondergronds, zijn eveneens mycoheterotroof, en lijken op een stukje van de sporofyt, maar produceren antheridiën en archegoniën.

## Taxonomie
In de recente taxonomische beschrijving van Smith et al. (2006) worden de Psilotales naast de orde Ophioglossales in de aparte klasse Psilotopsida geplaatst, als zustergroep van de andere varens.
De orde omvat slechts één familie, de Psilotaceae, met slechts twee geslachten.
- Orde: Psilotales
  - Familie: Psilotaceae
    - Geslachten:
      - Psilotum
      - Tmesipteris

De orde telt in totaal slechts 17 soorten.